# Choroba Foxa-Fordyce’a
Choroba Foxa-Fordyce’a (łac. apocrine miliaria; ang. Fox-Fordyce disease) – rzadka choroba gruczołów potowych apokrynowych. Przyczyną choroby jest zaczopowanie z następowym pękaniem przewodów wyprowadzających tych gruczołów w obrębie naskórka. Jednostkę chorobową opisali jako pierwsi amerykańscy dermatolodzy, John Addison Fordyce i George Henry Fox w 1902 roku.

## Epidemiologia
Choroba Foxa-Fordyce’a występuje przede wszystkim u kobiet po okresie pokwitania, z reguły wygasa po menopauzie. Stosunek zachorowań kobiet do mężczyzn wynosi 9:1. 

## Objawy i przebieg
Choroba objawia się czerwonawymi lub cielistej barwy grudkami, wielkości 1–3 mm, w okolicach występowania gruczołów apokrynowych: w skórze dołów pachowych, na wzgórku łonowym, wargach sromowych i wokół brodawek sutkowych. Grudki skupiają się, ale nie zlewają. Z objawów podmiotowych obecny jest charakterystyczny, dokuczliwy, bardzo intensywny świąd. Zmiany często ulegają zliszajowaceniu wskutek drapania i wtórnego nadkażenia. Choroba charakteryzuje się przewlekłym przebiegiem, z okresami zaostrzeń w czasie miesiączki.

## Różnicowanie
Diagnostyka różnicowa choroby Foxa-Fordyce’a obejmuje:
- Neurodermit
- Liszaj płaski.

## Leczenie
Leczenie nie zawsze daje rezultaty. Zastosowanie znajdują retinoidy podawane miejscowo lub ogólnie, miejscowo roztwór klindamycyny. Od niedawna proponuje się leczenie miejscowe lekami immunomodulującymi, takrolimusem lub pimekrolimusem.